# Ptychandra ohtanii
Ptychandra ohtanii är en fjärilsart som beskrevs av Hayashi. Ptychandra ohtanii ingår i släktet Ptychandra och familjen praktfjärilar. Inga underarter finns listade.

## Bildgalleri

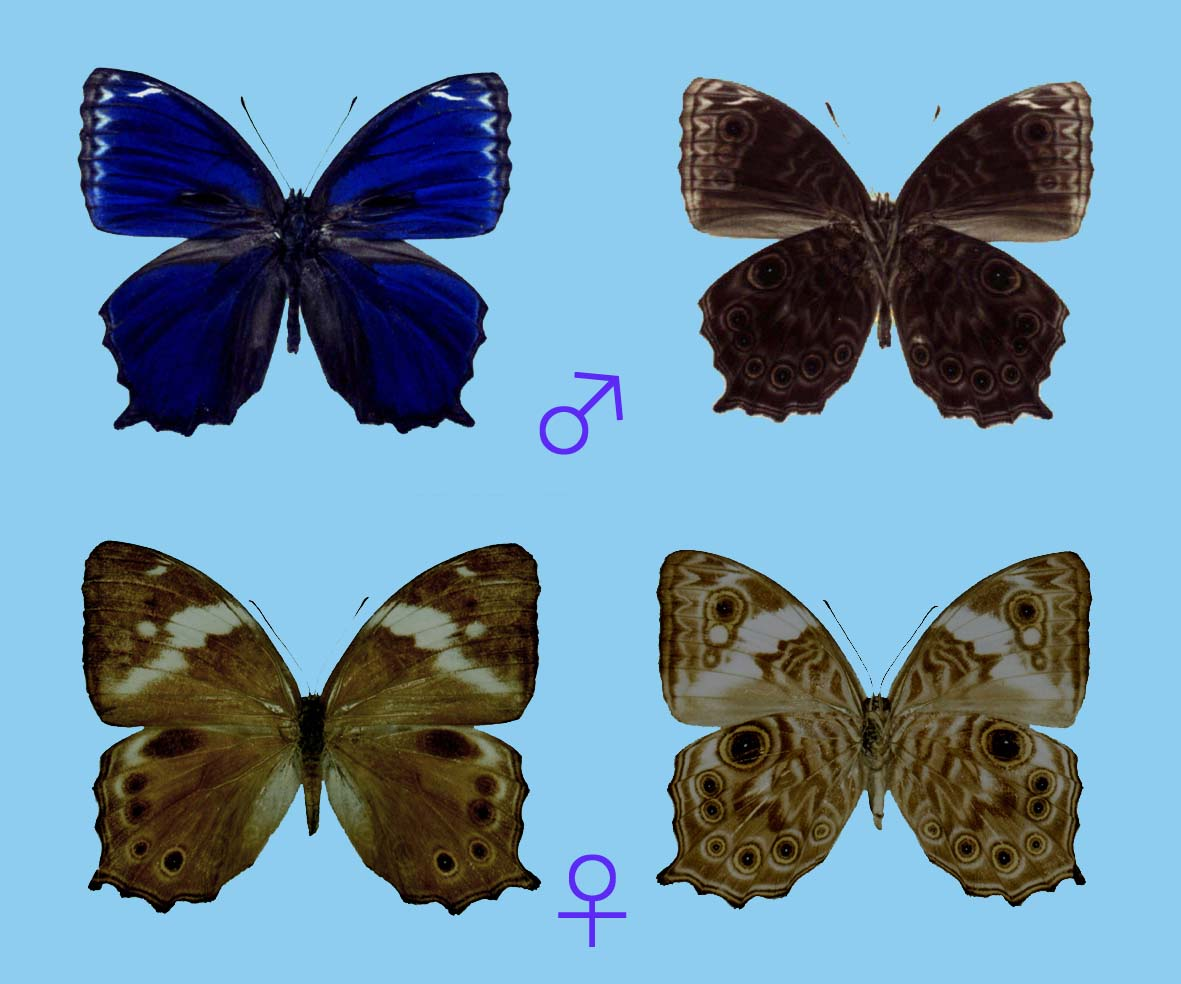